# Nicaraguakanalen
|  | Fremtidig bygning Denne artikel omhandler en bygning, der er under opførelse. Det er derfor muligt, at indholdet er af spekulativ natur, og ligeledes, at indholdet kan ændre sig markant efterhånden som flere oplysninger bliver tilgængelige. |

Nicaraguakanalen er en planlagt kanal, som skal forbinde Atlanterhavet og Stillehavet gennem Nicaraguasøen.
Der har eksisteret planer om en kanal tværs gennem Nicaragua siden kolonitiden, men projektet blev mindre aktuelt efter åbningen af Panamakanalen.
28. juni 2013 underskrev præsident Daniel Ortega på vegne af nationalforsamlingen en kontrakt, som gav den Hong Kong-baserede investorgruppe HK Nicaragua Canal Development Investment Co. en 50-års koncession til at planlægge, bygge og drive kanalen. Byggeriet ventes at kunne gennemføres på 5 år.